# Nicolas Chauvin
Nicolas Chauvin var en av kejsar Napoleon I:s veteraner,, möjligen en påhittad person, hans existens har aldrig kunnat bekräftas. Den gamle grenadjären, som ska ha kommit från Rochefort och varit med om ett otal fältslag, sårats 17 gånger och dyrkade sin kejsare och sitt fosterland. Han har fått lämna sitt namn åt huvudpersonen i flera teaterstycken, bland annat lustspelet "La cocarde tricolore" där hjälten sjöng kupletter om kejsaren och trikoloren.
Ordet chauvinism härrör från veteranen och har kommit att bli liktydigt med överdriven och skrytsam fosterlandskärlek, nationell egenkärlek.